# Les Jeunes UDR
 (mars 2025).
Motif : Impossible d'avoir des sources sur deux ans, et donc de répondre aux critères d'admissibilité,pour un mouvement de jeunesse qui ne peut avoir d'élus.
- Archive Wikiwix
- Bing
- Cairn
- DuckDuckGo
- E. Universalis
- Gallica
- Google
- G. Books
- G. News
- G. Scholar
- Persée
- Qwant
- (zh) Baidu
- (ru) Yandex
- (wd) trouver des œuvres sur Wikidata

| 1. | Préciser le motif de la pose du bandeau. | Précisez le motif de la pose du bandeau en utilisant la syntaxe suivante : {{admissibilité à vérifier\|date=juin 2025\|motif=remplacez ce texte par le motif}}                      |
| 2. | Informer les utilisateurs concernés.     | Pensez à avertir le créateur de l'article, par exemple, en insérant le code ci-dessous sur sa page de discussion : {{subst:avertissement admissibilité à vérifier\|Les Jeunes UDR}} |

 (mars 2025).
Les Jeunes UDR (JUDR), est le mouvement de jeunesse du parti politique français Union des droites pour la République (UDR). Le mouvement est lancé en parallèle[réf. nécessaire] de la création du parti par Eric Ciotti en août 2024. Il est co-dirigé par Alexandre Saradjian, ancien secrétaire général des Jeunes Républicains, ainsi que par Lola Elis, ancienne déléguée nationale des Jeunes Républicains.

## Historique
- Mylèna Gourdon, ancienne secrétaire générale adjointe des Jeunes LR
- Dylan Ouaknine, ancien secrétaire général adjoint des Jeunes LR
- Théo Dutrieu, ancien délégué national des Jeunes LR
- Mathieu Kott, ancien délégué régional des Jeunes LR

Depuis début 2025, les Jeunes UDR se développent et se structurent avec notamment la formation et la nomination de délégués départementaux au sein de leur comité national,.

## Organisation interne
- Co-présidents : Alexandre Saradjian et Lola Elis
- Délégués nationaux : Mylèna Gourdon, Dylan Ouaknine, Théo Dutrieu et Mathieu Kott